# José María Vázquez
Ne pas confondre avec le graveur José Vázquez.
José María Vázquez est un peintre de la Nouvelle-Espagne et mexicain des XVIIIe et XIXe siècles.

## Biographie
José Maria Vazquez est un élève de Rafael Ximeno y Planes (en). Il travaille pour la cathédrale de Mexico et d'autres églises mexicaines.